# هرثمه بن اعین
هَرثَمه بن اعین معروف به خواجه مراد، سیاست‌مدار، امیر لشکر خراسان، صاحب حرس، وزیر، والی خراسان، افریقا و در نهایت فرد خلیفه‌ساز خلافت عباسی بود که در استوار سازی خلافت آنان به ویژه در دورهٔ هارون و مامون نقش برجسته‌ای را ایفا نمود. شغل صاحب‌الشرطه و دیوان آن رئیس پاسبانان و حافظان امنیت و ماموران انتظامی بود که ضمنا وظیفه نظارت بر آذوقه و حقوق سپاهیان و طرز رفتار آنان با مردم را بر عهده داشت. در حقیقت دومین شغل از لحاظ اهمیتی در هر دوره در درگاه خلیفه یا سطان شغل صاحب حرس یا امیر حرس بود. شغل صاحب حرس نیز مانند دیگر مشاغل درباری در زمان معاویه ایجاد شد. به روایت منابع در سال ۱۹۱ هجری/۸۰۷ میلادی که مقارن با دوران خلافت هارون بوده، در ایالت خراسان شورشی رخ داده‌است. در جریان این شورش، مردم خراسان علیه کارگزار عباسی که در آن زمان علی بن عیسی بوده قیام نموده و به پشتیبانی از رافع بن لیث از نوادگان نصر بن سیار پرداختند. منابع، علل این قیام را خونخواهی برمکیان و نارضایتی مردم از اقدامات علی بن عیسی بیان می‌کند. به علت ناتوانی علی بن عیسی از سرکوب شورش، هارون، او را از سمت خود خلع نموده و یکی از سرداران عرب خود به نام هرثمه ابن اعین را با حکم امارت خراسان مأمور دستگیری وی نمود. هرثمه پس از اینکه به خراسان رسید، علی بن عیسی را دستگیر نموده و او را به نزد هارون در بغداد فرستاد و اموالش را که شامل هشتاد میلیون درهم و هزار و پانصد شتر بود توقیف و مصادر کرده و به خزانه انتقال داد. پس از آن، هرثمه از جانب هارون، مأمور به دفع شورش رافع بن لیث گشت. هارون برای سرکوب شورش رافع، مأمون را نیز به یاری هرثمه فرستاد و طاهر بن حسین نیز طبق درخواست هرثمه یا مأمون به آنان پیوست که در اثر مرگ هارون و اشتغال مأمون به برادرش امین، صلحی میان طاهر و رافع بن لیث برقرار گشت. پس از فراغت از غائلهٔ رافع و در اثر درگیری و کشمکشی که میان مأمون و امین شکل گرفت، مأمون، میان هرثمه و طاهر به پیشنهاد فضل بن سهل، سپهسالاری لشکر خود را به طاهر واگذار نمود و او را در راس لشکری برای فتح بغداد، پایتخت عباسیان و محل سکونت امین روانه کرد. هرثمه نیز از سمت مأمون مأموریت یافت تا به یاری طاهر بشتابد و او را در این امر همراهی کند. طاهر پس از شکست سردار امین، علی بن عیسی، به سمت بغداد حرکت نمود و به علت رقابتی که میان هرثمه و او در جریان بود، به دستور مأمون، هرثمه از مسیر نهروان و طاهر از سمت اهواز و جدا از یکدیگر به سمت بغداد حرکت کردند و پس از چهارده ماه محاصره آن را فتح نمودند و امین در جریان این فتح به قتل رسید. پس از مدتی مردم کوفه، بغداد و حجاز به رهبری فردی علوی به نام ابن طباطبا و دیگری به نام ابوالسرایا علیه عامل مأمون، حسن بن سهل شوریدند و او را از چند نقطهٔ قلمرو بیرون راندند. در نتیجه هرثمه، مأمور به دفع شورشیان گشت که توانست در این مأموریت پیروز شود. هرثمه پس از سرکوب شورش به قصد گزارش نارضایتی مردم عراق از حسن بن سهل و شرح مشکلات غرب خلافت به سمت خراسان حرکت نمود اما به علت سعایت حسودان و به خصوص اقدامات و سخنان فضل بن سهل علیه او به محض رسیدن به پیشگاه مأمون توبیخ شده و به دستور او محبوس گشت و در زندان به قتل رسید.